# Руководство ФСБ России
Руководство Федеральной службы контрразведки Российской Федерации (с декабря 1993 по апрель 1995) и Федеральной службы безопасности Российской Федерации с апреля 1995.

## Директор федеральной службы
| № | ФИО                             | Звание            | Даты руководства                  |
| - | ------------------------------- | ----------------- | --------------------------------- |
| 1 | Голушко, Николай Михайлович     | генерал-полковник | 21 декабря 1993 — 28 февраля 1994 |
| 2 | Степашин, Сергей Вадимович      | генерал-лейтенант | 3 марта 1994 — 30 июня 1995       |
| 3 | Барсуков, Михаил Иванович       | генерал армии     | 24 июля 1995 — 20 июня 1996       |
| 4 | Ковалёв, Николай Дмитриевич     | генерал армии     | 20 июня 1996 — 25 июля 1998       |
| 5 | Путин, Владимир Владимирович    | полковник запаса  | 25 июля 1998 — 9 августа 1999     |
| 6 | Патрушев, Николай Платонович    | генерал армии     | 9 августа 1999 — 5 мая 2008       |
| 7 | Бортников, Александр Васильевич | генерал армии     | с 12 мая 2008                     |

## Первые заместители директора
| ФИО                          | Звание (последнее) | Дата назначения | Дата освобождения        | Основная должность                                                                                       |
| ---------------------------- | ------------------ | --------------- | ------------------------ | --- |
| Зорин Виктор Михайлович      | генерал-полковник  | 24 июля 1995    | май 1997                 | начальник Антитеррористического центра ФСБ России (с сентября 1995)                                      |
| Климашин Николай Васильевич  | генерал армии      | март 2003       | июль 2004 (октябрь 2010) | и. о. генерального директора ФАПСИ (2003), руководитель научно-технической службы ФСБ России (июль 2004) |
| Патрушев Николай Платонович  | генерал-полковник  | апрель 1999     | август 1999              | |
| Проничев Владимир Егорович   | генерал армии      | март 2003       | март 2013                | руководитель Пограничной службы (март 2003)                                                              |
| Сафонов Анатолий Ефимович    | генерал-полковник  | 5 апреля 1994   | 1 августа 1997           | |
| Соболев Валентин Алексеевич  | генерал-полковник  | 1997            | апрель 1999              | |
| Степашин Сергей Вадимович    | генерал-лейтенант  | 21 декабря 1993 | 3 марта 1994             | |
| Черкесов Виктор Васильевич   | генерал-лейтенант  | август 1998     | май 2000                 | |
| Смирнов Сергей Михайлович    | генерал армии      | июнь 2003       | октябрь 2020             | |
| Кулишов Владимир Григорьевич | генерал армии      | март 2013       | (в должности)            | руководитель Пограничной службы (с 2013 года)                                                            |
| Королёв Сергей Борисович     | генерал армии      | 24 февраля 2021 | (в должности)            | |

## Заместители директора
| ФИО                              | Звание (последнее)        | Дата назначения | Дата освобождения | Основная должность |
| -------------------------------- | ------------------------- | --------------- | ----------------- | --- |
| Анисимов Владимир Гаврилович     | генерал-полковник         | 2002            | май 2005          | начальник Инспекторского управления (2002—2004)                                                                                                  |
| Беспалов Александр Александрович | генерал-полковник         | 1995            | 15 марта 1999     | руководитель Департамента по организационно-кадровой работе (1995), руководитель Департамента организационно-кадровой работы (1998)              |
| Бортников Александр Васильевич   | генерал-лейтенант         | 2 марта 2004    | 11 июля 2004      | руководитель Департамента экономической безопасности                                                                                             |
| Булавин Владимир Иванович        | генерал-полковник         | март 2006       | май 2008          | руководитель аппарата Национального антитеррористического комитета                                                                               |
| Буравлёв Сергей Михайлович       | генерал-полковник         | июнь 2005       | декабрь 2013      | |
| Быков Андрей Петрович            | генерал-полковник         | январь 1994     | 26 августа 1996   | |
| Горбунов Юрий Сергеевич          | генерал-полковник юстиции | декабрь 2005    | 2015              | статс-секретарь |
| Григорьев Александр Андреевич    | генерал-полковник         | август 1998     | январь 2001       | руководитель Департамента экономической безопасности (август—октябрь 1998), начальник УФСБ по г. Санкт-Петербургу и Ленинградской области (1998) |
| Ежков Анатолий Павлович          | генерал-полковник         | 2001            | 19 июля 2004      | |
| Жданьков Александр Иванович      | генерал-лейтенант ?       | 2001            | июль 2004         | руководитель Департамента по защите конституционного строя и борьбе с терроризмом                                                                |
| Заостровцев Юрий Евгеньевич      | генерал-полковник         | 1999 или 2000   | март 2004         | руководитель Департамента экономической безопасности                                                                                             |
| Зорин Виктор Михайлович          | генерал-полковник         | май 1997        | май 1998          | руководитель Департамента по борьбе с терроризмом                                                                                                |
| Иванов Виктор Петрович           | генерал-лейтенант ?       | апрель 1999     | 5 января 2000     | руководитель Департамента экономической безопасности                                                                                             |
| Иванов Сергей Борисович          | генерал-лейтенант         | август 1998     | ноябрь 1999       | руководитель Департамента анализа, прогноза и стратегического планирования                                                                       |
| Климашин Николай Васильевич      | генерал-лейтенант         | 2000            | март 2003         | |
| Ковалёв Николай Дмитриевич       | генерал-полковник         | декабрь 1994    | июль 1996         | |
| Комогоров Виктор Иванович        | генерал-полковник         | 1999            | июль 2004         | руководитель Департамента анализа, прогноза и стратегического планирования                                                                       |
| Кулишов Владимир Георгиевич      | генерал-полковник         | август 2008     | март 2013         | руководитель аппарата Национального антитеррористического комитета                                                                               |
| Купряжкин Александр Николаевич   | генерал-полковник         | июль 2011       | (в должности)     | с 2018 — статс-секретарь |
| Ловырев Евгений Николаевич       | генерал-полковник         | ок. апреля 2001 | июль 2004         | руководитель Департамента организационно-кадровой работы                                                                                         |
| Межаков Игорь Алексеевич         | генерал-лейтенант ?       | февраль 1995    | декабрь 1995      | начальник Управления кадров |
| Нургалиев Рашид Гумарович        | генерал-полковник         | июль 2000       | июль 2002         | начальник Инспекторского управления |
| Особенков Олег Михайлович        | генерал-полковник         | 1996            | 1998              | руководитель Департамента анализа, прогноза и стратегического планирования (1997)                                                                |
| Патрушев Николай Платонович      | генерал-полковник ?       | октябрь 1998    | апрель 1999       | руководитель Департамента экономической безопасности                                                                                             |
| Переверзев Пётр Тихонович        | генерал-полковник         | 2000            | июль 2004         | руководитель Департамента обеспечения деятельности                                                                                               |
| Печёнкин Валерий Павлович        | генерал-полковник         | сентябрь 1997   | июль 2000         | начальник Управления контрразведывательных операций (1997), руководитель Департамента контрразведки (1998)                                       |
| Пономаренко Борис Федосеевич     | генерал-лейтенант         | 1996            | сентябрь 1997     | |
| Проничев Владимир Егорович       | генерал-полковник         | 1998            | август 1999       | руководитель Департамента по борьбе с терроризмом                                                                                                |
| Савостьянов Евгений Вадимович    | генерал-майор             | 6 января 1994   | 2 декабря 1994    | начальник УФСК по г. Москве и Московской области                                                                                                 |
| Сафонов Анатолий Ефимович        | генерал-полковник         | 6 января 1994   | 5 апреля 1994     | |
| Сироткин Игорь Геннадьевич       | генерал-полковник         | декабрь 2015    | (в должности)     | руководитель аппарата Национального антитеррористического комитета                                                                               |
| Соболев Валентин Алексеевич      | генерал-полковник         | 1994            | 1997              | |
| Соловьёв Евгений Борисович       | генерал-полковник         | апрель 1999     | апрель 2001       | руководитель Департамента организационно-кадровой работы                                                                                         |
| Стрелков Александр Александрович | генерал-полковник         | январь 1994     | январь 2000       | руководитель Департамента обеспечения деятельности (с 1997)                                                                                      |
| Сыромолотов Олег Владимирович    | генерал-полковник         | июль 2000       | июль 2004         | руководитель Департамента контрразведки |
| Сысоев Евгений Сергеевич         | генерал-полковник         | март 2013       | декабрь 2015      | руководитель аппарата Национального антитеррористического комитета                                                                               |
| Тимофеев Валерий Александрович   | генерал-полковник ?       | январь 1994     | 1995              | |
| Трофимов Анатолий Васильевич     | генерал-полковник         | 17 января 1995  | февраль 1997      | начальник УФСК и УФСБ по г. Москве и Московской области                                                                                          |
| Угрюмов Герман Алексеевич        | адмирал                   | ноябрь 1999     | 31 мая 2001       | руководитель Департамента по защите конституционного строя и борьбе с терроризмом                                                                |
| Ушаков Вячеслав Николаевич       | генерал-полковник         | июль 2003       | 21 февраля 2011   | статс-секретарь (2003—2005) |
| Царенко Александр Васильевич     | генерал-полковник         | апрель 1997     | май 2000          | начальник УФСБ по г. Москве и Московской области                                                                                                 |
| Шальков Дмитрий Владиславович    | генерал-полковник юстиции | март 2015       | июнь 2018         | статс-секретарь |
| Шульц Владимир Леопольдович      | генерал-полковник         | июль 2000       | июль 2003         | статс-секретарь |
| Зиничев Евгений Николаевич       | генерал-лейтенант         | октябрь 2016    | май 2018          | |
| Знаменский Александр Петрович    | генерал-лейтенант         | 16 февраля 2022 | (в должности)     | начальник УФСБ по г. Москве и Московскому военному округу.                                                                                       |

## Руководители служб ФСБ
| ФИО                              | Звание (последнее) | Дата назначения | Дата освобождения | Служба                                                                      |
| -------------------------------- | ------------------ | --------------- | ----------------- | --------------------------------------------------------------------------- |
| Беседа Сергей Орестович          | генерал-полковник  | 2009            | (в должности)     | 5-я Служба (Служба оперативной информации и международных связей)           |
| Бортников Александр Васильевич   | генерал армии      | 11 июля 2004    | 12 мая 2008       | 4-я Служба (Служба экономической безопасности)                              |
| Брагин Александр Александрович   | генерал-полковник  | 2004            | 2006              | 2-я Служба (Служба по защите конституционного строя и борьбе с терроризмом) |
| Жданьков Александр Иванович      | генерал-полковник  | 2004            | 2007              | Контрольная служба                                                          |
| Игнащенков Юрий Юрьевич          | генерал-полковник  | 2007            | 2013              | Контрольная служба                                                          |
| Климашин Николай Васильевич      | генерал армии      | 2004            | 2010              | Научно-техническая служба                                                   |
| Комогоров Виктор Иванович        | генерал-полковник  | 2004            | 2009              | 5-я Служба (Служба оперативной информации и международных связей)           |
| Крючков Владимир Васильевич      | генерал-полковник  | 2012            | (в должности)     | Контрольная служба                                                          |
| Ловырев Евгений Николаевич       | генерал-полковник  | 2004            | (в должности)     | 6-я Служба (Служба организационно-кадровой работы)                          |
| Меньщиков Владислав Владимирович | генерал-лейтенант  | 2015            | (в должности)     | 1-я Служба (Служба контрразведки)                                           |
| Седов Алексей Семёнович          | генерал-полковник  | 2006            | (в должности)     | 2-я Служба (Служба по защите конституционного строя и борьбе с терроризмом) |
| Сыромолотов Олег Владимирович    | генерал армии      | 2004            | 2015              | 1-я Служба (Служба контрразведки)                                           |
| Фетисов Андрей Александрович     | генерал-полковник  | 2010 или 2011   | (в должности)     | Научно-техническая служба                                                   |
| Шекин Михаил Васильевич          | генерал-полковник  | 2006 или 2007   | (в должности)     | 7-я Служба (Служба обеспечения деятельности)                                |
| Шишин Сергей Владимирович        | генерал-полковник  | 2004            | 2006              | 7-я Служба (Служба обеспечения деятельности)                                |
| Яковлев Юрий Владимирович        | генерал армии      | 2008            | июль 2016         | 4-я Служба (Служба экономической безопасности)                              |
| Королёв Сергей Борисович         | генерал-полковник  | июль 2016       | февраль 2021      | 4-я Служба (Служба экономической безопасности)                              |